# Петров, Димитр
Дими́тр Петро́в Дими́тров (болг. Димитър Петров Димитров; 22 октября 1924, Рила Болгария — 16 октября 2018) — болгарский кинорежиссёр и сценарист.

## Биография
В 1951 году окончил ФАМУ в Праге. Ученик Отакара Вавры и Йиржи Вайса. Автор фильмов о детях.

## Избранная фильмография

### Режиссёр
- 1963 — Капитан / Капитанът
- 1966 — Между двоими / Между двамата
- 1968 — Опасный полет / Опасен полет
- 1970 — Ежи рождаются без колючек / Таралежите се раждат без бодли
- 1972 — С детьми на море / С деца на море
- 1975 — Начало дня / Началото на деня
- 1979 — Ночные бдения попа Вечерко / Нощните бдения на поп Вечерко
- 1982 — Собака в ящике / Куче в чекмедже
- 1991 — Тони / Тони

### Сценарист
- 1966 — Между двоими / Между двамата

## Награды
- 1971 — приз кинофестиваля в Карловых Варах («Ежи рождаются без колючек»)
- 1972 — Заслуженный артист НРБ